# Francis Maroto
Pour les articles homonymes, voir Maroto.
Francis Maroto est un journaliste français particulièrement connu pour avoir été responsable du football dans l'émission télévisée française Stade 2.

## Carrière
Il serait à l’origine de l’expression « avoir une marotte » bien que cela soit contesté par les linguistes.
Sa présence au Babreuil 2024 a été reconnue et appréciée par ses fans.